# Lössel
Lössel ist ein Stadtteil im Süden der Stadt Iserlohn im Märkischen Kreis im Sauerland. Ende 2024 hatte die Ortschaft zusammen mit Pillingsen 1361 Einwohner.

## Geografie
Der Hilkenhohl auf Lösseler Gebiet erreicht 441 Meter über NN.

## Geschichte
Zum ersten Mal urkundlich erwähnt wurde Lössel 1396 als Lühringselle. Wilhelm Bleicher leitet aus dieser Bezeichnung („Selle“ bedeutet „Saal“ oder „Haus“) das „Haus der Lühringer“ ab, sodass nach weiteren Ableitungen aufgrund von Lautverschiebungen Lössel als „das Haus der Leute, die von Lothar abstammen“ übersetzt werden kann. Die Erwähnung als Lurxel 1448, die lange für die erste gehalten wurde, hatte für ältere, wohl falsche Ableitungsversuche vom Wort Lurch gesorgt.
Die Bauerschaft Lössel gehörte bis zur Mitte des 19. Jahrhunderts zum Amt Iserlohn, kam aber 1841 zum Amt Hemer. Zum 25. Januar 1921 wurde es aus diesem wieder herausgelöst und bildete mit Oestrich das neue Amt Oestrich. Am 1. Oktober 1956 kam Lössel zur ehemaligen Stadt Letmathe im damaligen Kreis Iserlohn, mit der es am 1. Januar 1975 nach Iserlohn eingemeindet wurde.

## Bauwerke

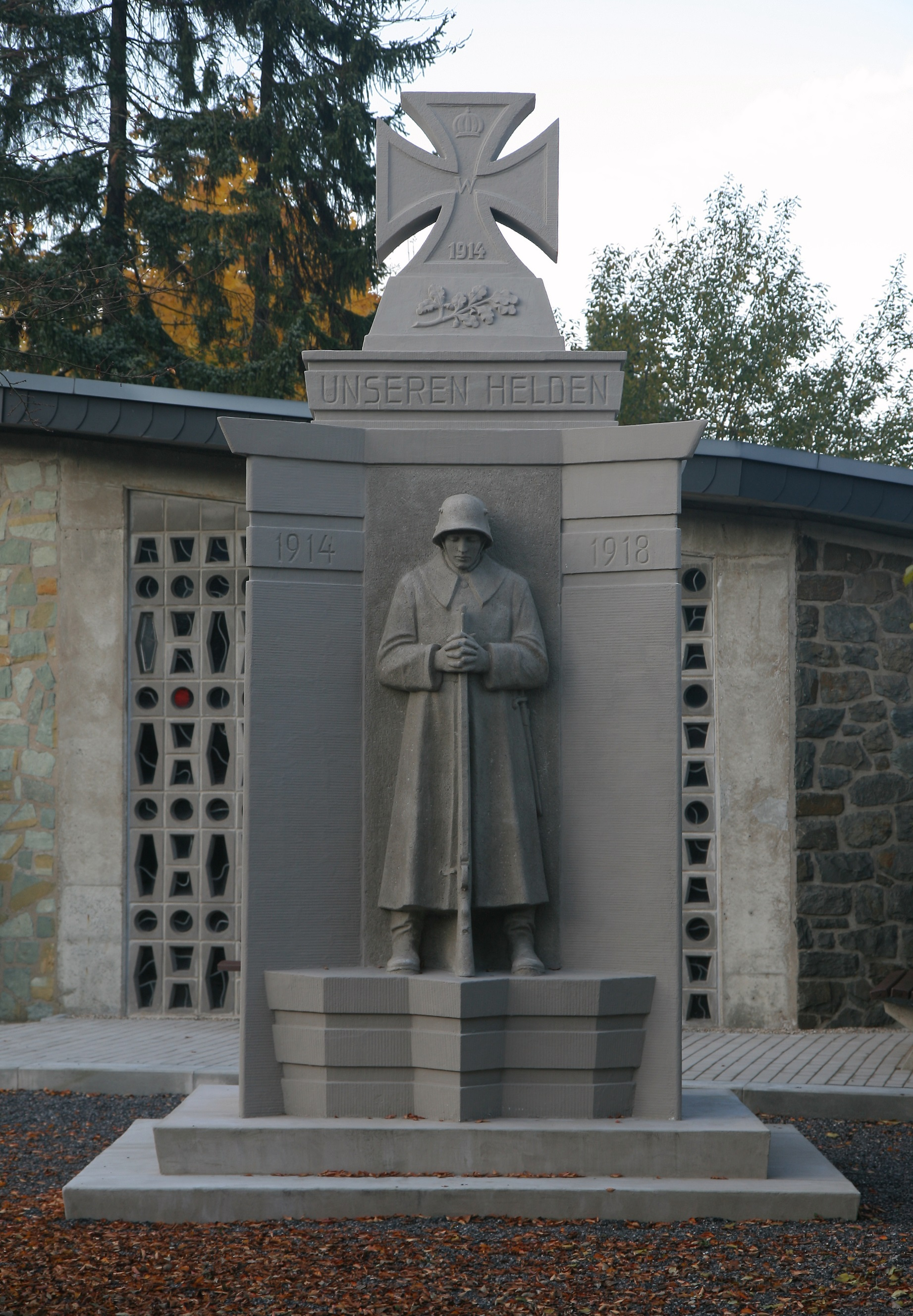
Kriegerdenkmal

In Lössel gibt es mit der Brunnenkirche eine evangelische Kirche, die 1981 mithilfe vieler Lösseler Bürger errichtet wurde. Ihr Glockenturm beherbergt die älteste Glocke Iserlohns, die „Pankratiusglocke“.
Das Kriegerdenkmal am Friedhof erinnert an zwei Gefallene des Deutsch-Französischen Kriegs von 1870/71, an 56 Gefallene des Ersten Weltkrieges und an 86 Gefallene des Zweiten Weltkrieges.

## Wirtschaft
Der Ort ist im Wesentlichen durch die Lösseler Straße nach Norden über die Iserlohner Stadtteile Roden und Untergrüne an das weitere Straßennetz angeschlossen. Schmale Nebenstraßen führen über Pillingsen in die Untergrüne sowie in die Obergrüne.
Größere Wirtschaftsbetriebe gibt es nicht. Das Wirtschaftsleben ist komplett nach Iserlohn ausgerichtet.